# Luca Marin
Luca Marin (Vittoria (Ragusa), 9 april 1986) is een Italiaanse zwemmer. Hij vertegenwoordigde zijn vaderland op de Olympische Zomerspelen 2004 in Athene en op de Olympische Zomerspelen 2008 in Peking.

## Carrière
Bij zijn internationale debuut, op de Europese kampioenschappen zwemmen 2004 in Madrid, veroverde Marin de zilveren medaille op de 400 meter wisselslag. Tijdens de Olympische Zomerspelen van 2004 in Athene strandde de Italiaan in de series van de 400 meter wisselslag. Op de Europese kampioenschappen kortebaanzwemmen 2004 in de Oostenrijkse hoofdstad Wenen sleepte Marin de zilveren medaille in de wacht op de 400 meter wisselslag, daarnaast eindigde hij als vijfde op de 1500 meter vrije slag en werd hij uitgeschakeld in de series van de 200 meter rugslag.
In Montreal nam de Italiaan deel aan de wereldkampioenschappen zwemmen 2005, op dit toernooi legde hij beslag op de zilveren medaille op de 400 meter wisselslag en strandde hij in de series van de 200 meter rugslag. Op de Europese kampioenschappen kortebaanzwemmen 2005, voor eigen publiek, in Triëst veroverde Marin de zilveren medaille op de 400 meter wisselslag en eindigde hij als achtste op de 200 meter rugslag.
Op de wereldkampioenschappen kortebaanzwemmen 2006 in Shanghai, China sleepte Marin de zilveren medaille in de wacht op de 400 meter wisselslag. Tijdens de Europese kampioenschappen zwemmen 2006 in Boedapest veroverde de Italiaan de zilveren medaille op de 400 meter wisselslag. Op de 200 meter rugslag kwalificeerde hij zich als zevende voor de finale, maar hij besloot om deze finale aan zich voorbij te laten gaan. Op de Europese kampioenschappen kortebaanzwemmen 2006 in Helsinki veroverde Marin de Europese titel op de 400 meter wisselslag, daarnaast eindigde hij als zevende op de 200 meter rugslag en als elfde op de 1500 meter vrije slag.
Tijdens de wereldkampioenschappen zwemmen 2007 in Melbourne, Australië legde de Italiaan beslag op de bronzen medaille op de 400 meter wisselslag, op de 200 meter rugslag strandde hij in de halve finales. In Debrecen nam Marin deel aan de Europese kampioenschappen kortebaanzwemmen 2007, op dit toernooi veroverde hij de zilveren medaille op de 400 meter wisselslag en werd hij uitgeschakeld in de series van de 200 meter rugslag.
Op de Europese kampioenschappen zwemmen 2008 in Eindhoven sleepte Marin de zilveren medaille in de wacht op de 400 meter wisselslag, op de 200 meter rugslag plaatste hij zich voor de finale maar besloot hij zich terug te trekken. Tijdens de Olympische Zomerspelen van 2008 in Peking eindigde de Italiaan als vijfde op de 400 meter wisselslag. Op de Europese kampioenschappen kortebaanzwemmen 2008 in Rijeka eindigde Marin als zesde op de 400 meter wisselslag en strandde hij in de series van de 200 meter rugslag.

### 2009-heden
In Rome nam de Italiaan deel aan de wereldkampioenschappen zwemmen 2009, op dit toernooi eindigde hij als zevende op de 400 meter wisselslag. Tijdens de Europese kampioenschappen kortebaanzwemmen 2009 in Istanboel werd Marin uitgeschakeld in de series van zowel de 200 meter rugslag als de 400 meter wisselslag.
Op de Europese kampioenschappen zwemmen 2010 in Boedapest eindigde de Italiaan als vierde op de 400 meter wisselslag, op de 200 meter rugslag strandde hij in de series. In Eindhoven nam Marin deel aan de Europese kampioenschappen kortebaanzwemmen 2010, op dit toernooi eindigde hij als vijfde op de 400 meter wisselslag. Tijdens de wereldkampioenschappen kortebaanzwemmen 2010 in Dubai werd de Italiaan uitgeschakeld in de series van de 400 meter wisselslag.
Op de wereldkampioenschappen zwemmen 2011 in Shanghai strandde Marin in de series van de 400 meter wisselslag.

## Internationale toernooien
| Jaar | Olympische Spelen   | WK langebaan                       | WK kortebaan        | EK langebaan                                | EK kortebaan                                             |
| ---- | ------------------- | ---------------------------------- | ------------------- | ------------------------------------------- | -------------------------------------------------------- |
| 2004 | 10e 400m wisselslag |                                    | geen deelname       | 400m wisselslag                             | 5e 1500m vrije slag · 9e 200m rugslag · 400m wisselslag  |
| 2005 |                     | 21e 200m rugslag · 400m wisselslag |                     |                                             | 8e 200m rugslag · 400m wisselslag                        |
| 2006 |                     |                                    | 400m wisselslag     | 7e 200m rugslag · 400m wisselslag           | 11e 1500m vrije slag · 7e 200m rugslag · 400m wisselslag |
| 2007 |                     | 9e 200m rugslag · 400m wisselslag  |                     |                                             | 19e 200m rugslag · 400m wisselslag                       |
| 2008 | 5e 400m wisselslag  |                                    | geen deelname       | halve finale 200m rugslag · 400m wisselslag | 12e 200m rugslag 6e 400m wisselslag                      |
| 2009 |                     | 7e 400m wisselslag                 |                     |                                             | 23e 200m rugslag 13e 400m wisselslag                     |
| 2010 |                     |                                    | 18e 400m wisselslag | 23e 200m rugslag 4e 400m wisselslag         | 5e 400m wisselslag                                       |
| 2011 |                     | 18e 400m wisselslag                |                     |                                             | geen deelname                                            |
| 2012 | 8e 400m wisselslag  |                                    |                     |                                             |                                                          |

## Persoonlijke records
Bijgewerkt tot en met 11 december 2008

### Kortebaan
| Afstand          | Tijd     | Datum            | Plaats    |
| ---------------- | -------- | ---------------- | --------- |
| 1500m vrije slag | 14.53,94 | 11 december 2004 | Wenen     |
| 200m rugslag     | 1.59,81  | 29 maart 2007    | Melbourne |
| 400m wisselslag  | 4.09,88  | 1 april 2007     | Melbourne |

### Langebaan
| Afstand         | Tijd    | Datum            | Plaats   |
| --------------- | ------- | ---------------- | -------- |
| 200m rugslag    | 1.54,81 | 11 december 2008 | Rijeka   |
| 400m wisselslag | 4.01,71 | 8 december 2006  | Helsinki |